# Риполи (Арецо)
Риполи је насеље у Италији у округу Арецо, региону Тоскана.
Према процени из 2011. у насељу је живело 33 становника. Насеље се налази на надморској висини од 352 м.